# Arvingarna
Arvingarna is een in 1989 opgerichte Zweedse dansband.
In 1992 kwam hun eerste album uit. Een jaar later nam de band deel aan Melodifestivalen met het lied Eloise. Ze wonnen en mochten naar het Eurovisiesongfestival, waar ze een 7e plaats behaalden.
In 1995, 1999, 2002 en 2019 deden ze opnieuw mee aan de preselectie, maar konden niet meer winnen, een 3e plaats in 1999 was hun beste score. In 2021 plaatsten ze zich opnieuw voor finale met Tänker inte alls gå hem. 

## Leden
- Lasse Larsson (°26 februari 1972)
- Tommy Carlsson (°7 augustus 1968)
- Kim Carlsson' (°20 maart 1972)
- Casper Janebrink (°2 januari 1970)

## Discografie
- 1992 - "Coola Killar"
- 1993 - "Eloise"
- 1994 - "Tjejer"
- 1995 - "För Alltid"
- 1996 - "Nu & då"
- 1997 - "Nya Spår"
- 1998 - "Airplane"
- 1999 - "Lime"
- 2001 - "Diamanter"
- 2002 - "Collection"

1958: Alice Babs · 
1959: Brita Borg · 
1960: Siw Malmkvist · 
1961: Lill-Babs · 
1962: Inger Berggren · 
1963: Monica Zetterlund · 
1965: Ingvar Wixell · 
1966: Lill Lindfors & Svante Thuresson · 
1967: Östen Warnerbring · 
1968: Claes-Göran Hederström · 
1969: Tommy Körberg · 
1971: Family Four · 
1972: Family Four · 
1973: Nova · 
1974: ABBA · 
1975: Lasse Berghagen · 
1977: Forbes · 
1978: Björn Skifs · 
1979: Ted Gärdestad · 
1980: Tomas Ledin · 
1981: Björn Skifs · 
1982: Chips · 
1983: Carola · 
1984: Herreys · 
1985: Kikki Danielsson · 
1986: Lasse Holm & Monica Törnell · 
1987: Lotta Engberg · 
1988: Tommy Körberg · 
1989: Tommy Nilsson · 
1990: Edin-Ådahl · 
1991: Carola · 
1992: Christer Björkman · 
1993: Arvingarna · 
1994: Marie Bergman & Roger Pontare · 
1995: Jan Johansen · 
1996: One More Time · 
1997: Blond · 
1998: Jill Johnson · 
1999: Charlotte Nilsson · 
2000: Roger Pontare · 
2001: Friends · 
2002: Afro-Dite · 
2003: Fame · 
2004: Lena Philipsson · 
2005: Martin Stenmarck · 
2006: Carola · 
2007: The Ark · 
2008: Charlotte Perrelli · 
2009: Malena Ernman · 
2010: Anna Bergendahl · 
2011: Eric Saade · 
2012: Loreen · 
2013: Robin Stjernberg · 
2014: Sanna Nielsen · 
2015: Måns Zelmerlöw · 
2016: Frans · 
2017: Robin Bengtsson · 
2018: Benjamin Ingrosso · 
2019: John Lundvik · 
2021: Tusse · 
2022: Cornelia Jakobs · 
2023: Loreen · 
2024: Marcus & Martinus · 
2025: KAJ